# Depeche Mode
Depeche Mode je britanski elektronički glazbeni sastav koji je počeo svirati 1980. godine u Basildonu, pokrajina Essex. Jedan od najduže živućih i najuspješnijih bendova koji su preživjeli "Novi val" kroz njihov "futuristički izričaj", priznat od mnogih kao jedan od najvećih bendova svih vremena,te kao najbolji elektronički sastav svih vremena. Mnogi njihovi spotovi prikazivali su se danonoćno na MTV-u.
U 2006. bilo je predviđeno da će Depeche Mode prodati 73 milijuna albuma diljem svijeta. 44 njihove pjesme došle su na UK top listu. Imali su više od 40 pjesama koje su zauzele svoje mjesto na stranim top listama, kao i hrvatskim... Utjecali su na mnoge današnje popularne umjetnike svojim zvukom, elektroničkim tehnikama i zvukovima. I dalje su utjecajni u modernoj elektronskoj glazbi, kao i u alternativnom žanru. Primjer je obrada grupe Rammstein, pjesma Stripped... Najpoznatija prerada je Personal Jesus u izvedbi Marilyn Mansona
Depeche Mode je osnovan 1980. g. Osnovao ga je David Gahan (glavni vokal), Martin Gore (klavijature, gitara, vokal, tekstopisac), Andrew Fletcher (klavijature) i Vince Clarke (klavijature, tekstopisac). Vince Clarke otišao je iz banda nakon njihovog prvog albuma 1981. Zamijenio ga je Alan Wilder (klavijature, bubnjevi, prateći vokali), koji je svirao s bendom od 1982. do 1995. Nakon Wilderova odlaska, Gahan, Gore i Fletcher nastavili su njihovu izvedbu kao trio.

## Diskografija

### Albumi (s prodajom u USA)
- Speak & Spell - 7. studenog, 1981. UK #10; US #192 300,000
- A Broken Frame - 27. rujna, 1982. UK #8; US #177 200,000
- Construction Time Again - 22. kolovoza, 1983. UK #6 200,000
- Some Great Reward - 27. kolovoza, 1984. UK #4; US #51 1,000,000
- Black Celebration - 17. ožujka, 1986. UK #3; US #90 750,000
- Music for the Masses - 28. rujna, 1987. UK #10; US #35 1,000,000
- Violator - 19. ožujka, 1990. UK #2; US #7 3,000,000
- Songs of Faith and Devotion - 22. ožujka, 1993. UK #1; US #1 920,000
- Ultra - 14. travnja, 1997. UK #1; US #5 585,000
- Exciter - 14. svibnja, 2001. UK #9; US #8 426,000
- Playing the Angel - 17. listopada, 2005. UK #6; US #7 402,000
- Sounds of the Universe - 20. travnja, 2009. UK #2; US #3 141,000...
- Delta Machine - 22. ožujka 2013. UK #2; US #6
- Spirit - 17. ožujka, 2017. UK #5; US #5
- Memento Mori - 24. ožujka 2023.

## Turneje
- 1980: 1980 Tour
- 1981: 1981 Tour
- 1982: See You Tour
- 1982-1983: A Broken Frame Tour
- 1983-1984: Construction Time Again Tour
- 1984-1985: Some Great Reward Tour
- 1986: Black Celebration Tour
- 1987-1988: Music for the Masses Tour
- 1990: World Violation Tour
- 1993: Devotional Tour
- 1994: Exotic Tour/Summer Tour '94
- 1998: The Singles Tour
- 2001: Exciter Tour
- 2005-2006: Touring the Angel
- 2009-2010: Tour of the Universe
- 2013-2014: The Delta Machine Tour
- 2017-2018: Global Spirit Tour
- 2023-2024 Memento Mori Tour

## Vanjske poveznice
- depechemode.com - Službena stranica Depeche Mode-a